# 大观圣作之碑 (平乡)
大观圣作之碑，位于河北省邢台市平乡县，现为河北省文物保护单位。该碑是河北省现存的两块大观圣作之碑之一（另一块是赵县的大观圣作之碑）。

## 简介
平乡文庙内，原来立有大观圣作之碑，刻立于北宋大观二年（1108年）。北宋大观元年（1107年），资政殿学士兼侍读郑居中“奏乞以御笔八行诏旨摹刻于石，立之宫学，次及太学辟雍、天下郡邑。”大观二年八月（1108年），礼部尚书兼侍讲郑久中“令以所赐刻石”，即下令以朝廷所赐御笔八行诏旨刻石。平乡文庙的大观圣作之碑通高5.14米，厚0.38米，宽1.38米，其中额高1.40米，厚0.47米，宽1.50米，浮雕有盘顶七龙。碑下有巨型龟蚨，碑额正面阴刻行楷“大观圣作之碑”六字，为蔡京题写。碑阳刻有宋徽宗颁布的“八行”（孝、悌、睦、姻、任、恤、忠、和）取士的诏旨，由通直郎、书学博士李时雍奉敕仿照宋徽宗的“瘦金体” 摹写，共1021字，现残存729字。
2002年，平乡县文物管理所在平乡县平乡镇粮站（即平乡文庙所在地）发掘出土了这块“大观圣作之碑”。此碑是河北省内继赵县的大观圣作之碑之后发现的第二块大观圣作之碑。该碑现存平乡县丰州镇平安公园内。2008年，河北省人民政府将其公布为河北省文物保护单位。